# Karin Wall
Karin Wall (Porto, 1955) é uma socióloga portuguesa de ascendência inglesa, e investigadora principal do Instituto de Ciências Sociais (ICS) da Universidade de Lisboa.

## Biografia
Fez o curso de Sociologia na Universidade de Genebra (Faculdade de Ciências Económicas e Sociais) onde se doutorou em Sociologia (1994). Entre 1980 e 2001 foi docente do Instituto Superior de Ciências do Trabalho e da Empresa (ISCTE). Entre 1994 e 2004 foi membro do European Observatory on National Family Policies da Comissão Europeia.
Atualmente é membro do Committee of Experts on Social Policy for Families and Children e membro da International Network on Leave Policy and Research. Desde 2003 coordena a Rede de Pesquisa em Sociology of Families and Intimate Lives na Associação Europeia de Sociologia. 
Tem desenvolvido diversas pesquisas de âmbito nacional e internacional na área da sociologia da família e das políticas sociais. As suas áreas de interesse incluem evolução demográfica e mudanças nas estruturas da família contemporânea; interacções familiares e redes sociais; género e família; reconciliação entre vida profissional e vida familiar; políticas de família na Europa; mulheres e famílias imigrantes; famílias monoparentais; mudanças nas famílias camponesas portuguesas ao longo das últimas décadas.
É viúva de José Mariano Gago e tem uma filha.